# Polybia bifasciata
Polybia bifasciata är en getingart som beskrevs av Henri Saussure 1854. Polybia bifasciata ingår i släktet Polybia och familjen getingar. Inga underarter finns listade i Catalogue of Life.